# Biesenslagmolen
De Biesenslagmolen was een watermolen op de Demer, gelegen aan de Slagmolen 2 ten noorden van de kom van Bilzen, nabij de buurtschap Broekem.
Deze bovenslagmolen fungeerde als oliemolen.
Al vóór 1495 moet de molen zijn opgericht, maar het huidige molenhuis stamt uit 1715. De oliemolen was na de Tweede Wereldoorlog niet meer rendabel. In 1948 werd in het molenhuis een houtzagerij gehuisvest, houtzagerij "De Slagmolen" genaamd. Het rad verdween, hoewel de sporen ervan in de gevel nog zichtbaar zijn. De houtzagerij verhuisde in 2011 naar een bedrijventerrein. Nog steeds wordt het bedrijf geleid door de afstammelingen van de molenaars.
In de gevel is een wapenschild aangebracht met het jaartal 1715. De molen was toen in het bezit van de adellijke familie d'Erckenteel Servais die hem in 1913 aan particuliere molenaars verkocht.